# Princípio de razão suficiente
O princípio de razão suficiente é um princípio filosófico segundo o qual tudo o que acontece tem uma razão suficiente para ser assim e não de outra forma, em outras palavras, tudo tem uma explicação suficiente. Exemplo: Para cada entidade X, se X existe, então há uma explicação suficiente do porquê X existe.
O processo lógico exige uma razão suficiente. Essa razão suficiente é a relação necessária de um objeto ou acontecimento com os outros. Em virtude desse princípio, consideramos que nenhum fato pode ser verdadeiro ou existente, e nenhuma enunciação verdadeira, sem uma razão suficiente (bastante) para que seja assim e não de outra forma. Essa definição é de Leibniz, que baseou a sua formulação nos trabalhos de Anaximandro, Parmênides, Arquimedes, Platão e Aristóteles, Cícero, Avicena, Tomás de Aquino e Espinoza. Um dos exemplos utilizados por Leibniz é o da mula de Buridan: caso uma mula seja colocada diante de dois montes de feno exatamente iguais em tudo à sua esquerda e à sua direita, ela não teria nenhuma razão suficiente para escolher um lado ou outro, morrendo assim de fome.
A razão, como atua sobre esquemas da comparação do semelhante, tende, em seu desenvolver, a elaborar o conceito de idêntico. A razão suficiente liga, coordena um fato a outro, procura entre eles um homogêneo, um parecido, uma “razão suficiente”. Se não o encontrar, ela não pode compreender. Dessa forma, a razão necessita das categorias, isto é, de elementos homogêneos que liguem um fato a outro.